# Spoon & White
Spoon & White is een Franse stripreeks die begonnen is in april 1999 met Jean Léturgie en Yannick Le Pennetier als schrijver en Simon Léturgie als tekenaar.

## Albums
Alle albums zijn geschreven door Jean Léturgie en Yannick Le Pennetier en uitgegeven door Dupuis.
| Nummer | Titel                | tekenaar       |
| ------ | -------------------- | -------------- |
| 1      | Dood aan alle honden | Simon Léturgie |
| 2      | Hoezee, heisa        | Simon Léturgie |
| 3      | Pah ran ohja         | Jean Léturgie  |
| 4      | Spoonfinger          | Jean Léturgie  |